# ルーペ・フエンテス
ルーペ・フエンテス（Lupe Fuentes,1987年1月27日生まれ）は、コロンビアのハウスミュージックプロデューサー、 DJ 、元AV女優である  。彼女は2011年から歌手兼俳優のエヴァン・サインフェルドと結婚している。

## 幼少期とアダルト映画のキャリア

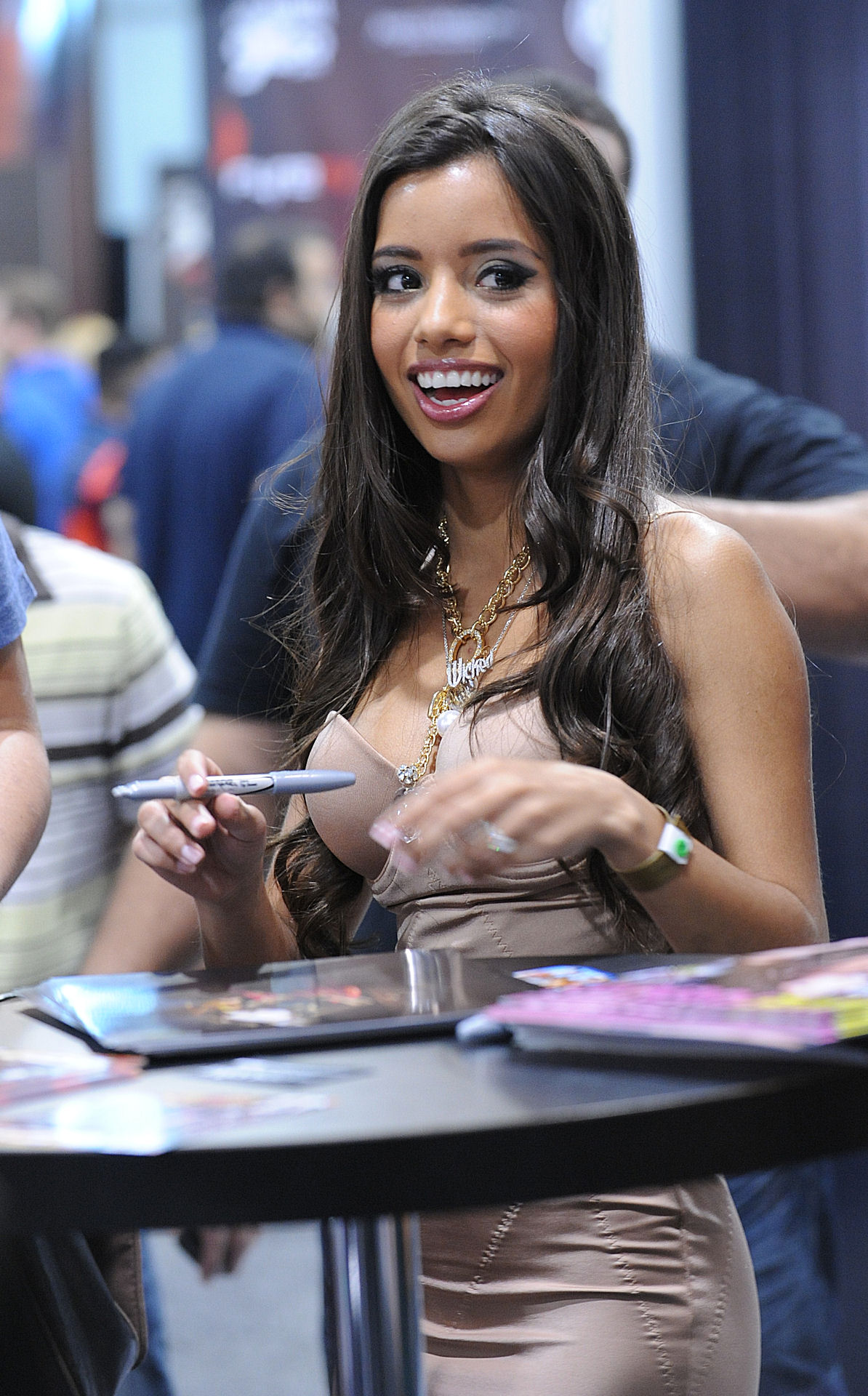
2011年AVNアダルトエンターテインメントエキスポでのフエンテス

フエンテスはコロンビアで生まれ、スペインのマドリードで育った    。
彼女は自身のアマチュアウェブサイトを立ち上げた後、2007年にアダルト映画業界に参入した 。彼女は最初はスペインで撮影したが、後にアメリカに移った。
2009年、連邦政府のエージェントは、フエンテスを含む児童ポルノを所持している疑いでプエルトリコの男性を逮捕した。裁判で、小児科医はフエンテスの外見に基づいて彼女が未成年であると証言した。弁護人は彼女にパスポートを提示するよう求め、撮影時に彼女が19歳であったことを証明した  。

## 音楽のキャリア
フエンテスは2010年に音楽のキャリアを始めた 。彼女の音楽は、ラテンのルーツと、スペインのストリートやナイトクラブで聞いたハウスミュージックの影響を受けている  。2012年にフェンテスはポップグループThe Ex-Girlfriendsのリードシンガーになった  。彼らは2012年11月6日のWe Are The Partyと2013年3月18日のWhatchya Looking At？の2つのシングルをリリースした  。シングルはソーシャルメディアやポップアップ広告で積極的に宣伝され、各曲の動画を自動的に読み込むことでYouTubeの視聴回数に貢献した 。
フエンテスは2014年2月にExchange LAでオープニングギグを行った 。彼女は翌月ラスベガスでDrai’s Afterhoursの主演を務めた   。2014年春、フェンテスは彼女の最初のシングルであるSo HighをBrobot Recordsからリリースした   。彼女のセカンドシングルDon't Hold Backは、Undercool Productionsからリリースされた 。彼女はグラミー賞DJで音楽プロデューサーのロジャー・サンチェス、レコードプロデューサーでBrobotレコードの創設者であるジュニア・サンチェス、DJトッド・テリーに指導された   。彼女はまた、Defined Music、Nervous、Inhouseのトラックもリリースしている  。2014年6月、フエンテスはPacha NYCでオスカーGの前座を務めた 。彼女のDJセットアップはPioneerx 3x CDJ 2000 Nexus、Pioneer DJM 900 NexusでUSBとしてRekordboxを使用している 。自宅のスタジオでの制作には、Pro Toolsを使用している 。
2014年12月、フエンテスはダリル・マクダニエルズとのコラボレーションGet Downをリリースした。 DJ Magazineのインタビューで、フエンテスは彼女の音楽とコラボレーションについて「私がトラックを作っているとき、彼らはダンスのフロアーテストをする必要があり、彼らはファンキーだった。そして、たまたま私の名前がDMCのすぐ上にあった。」 と語っている。
2016年5月、彼女はリフ・ラフのビデオ「カルロス・スリム」に出演した。

## 私生活
フエンテスはカリフォルニア州ロサンゼルスに住んでいる   。
彼女は2007年3月15日にスペインのアダルト映画監督パブロ・ラピエドラと結婚した。彼らは2010年1月に離婚した。その同じ年、彼女はロックミュージックの歌手/ミュージシャン、音楽プロデューサー、ポルノ俳優でポルノ女優テラ・パトリックの元夫であるエヴァンサインフェルドとのデートを始め、2011年に結婚した。

## アダルト映画での受賞歴

### 受賞
- 2010： F.A.M.E.アワード–お気に入りの新しいスターレット[22]
- 2010：XFANZ賞–ラティーナポルノスターオブザイヤー[23]

### ノミネート
- 2006 FICEBアワード–ベストニュースペイン女優（ポセシオ） [24]
- 2009ホットドール–ヨーロッパのベスト女優（ 100％ズレイディ） [25]
- 2010 AVNアワード–ベストニューウェブスターレット[26]
- 2011 XBIZ賞–年間最優秀女性パフォーマー[27]
- 2011 XRCO賞–クリームドリーム[28]